# 共尾
在數學裡，共尾子集是一個预序集合 A 的子集 B，使得任一在 A 內的元素 a，總有一在 B 內的元素 b 會有 a ≤ b。B 因此被稱為共尾於 A。相對地，共首子集則是一预序集合 A 的子集 B，使得任一在 A 內的元素 a，總有一在 B 內的元素 b 會有 a ≥ b。通常这个预序集合要么是偏序集合要么是有向集合。
一個共尾函數則指一函數 f: X → A，其中 A 為预序陪域，其值域 f(X) 共尾於此一陪域。一個共尾序列是指一由 A 的元素組成的序列，其元素共尾於 A。一個共尾網指一由 A 的元素組成的網，其元素共尾於 A。
關於共尾子集的勢，請見共尾性。

## 性質
任一偏序集合均共尾於其自身。若 B 是偏序集合 A 的一共尾子集且 C 為 B 的共尾子集，其中 A 的偏序關係限定至 B，則 C 也會是 A 的共尾子集。對一有極大元的偏序集合，每一共尾子集都必須含有所有的極大元。對一有最大元的偏序集合，每一共尾子集都必須含有其最大的元素。沒有最大元或極大元的偏序集合存在有分隔的共尾子集。例如，偶數和奇數自然數形成自然數集合的分隔共尾子集。
若一偏序集合 A 存在一全序共尾子集，則可以找到一良序且共尾於 A 的子集 B。

## 子集的共尾集合
一特別但重要的例子，若 A 是一某一集合 E 的冪集 P(E) 的子集，以顛倒的包含(⊃)排序。給定 A 的这种排序，A 的子集 B 是共尾於 A 的，若每一 a ∈ A，總存在一 b ∈ B 使得 a ⊃ b。
舉例來說，若 E 是一個群，A 可以是有限索引的正规子群所組成的集合。然後，A 的共尾子集可以被用來定義這個群的柯西序列和完備性。

## 另見
- 餘有限